# Bistum Hengyang
Das Bistum Hengyang (lat.: Dioecesis Hemceuvensis) ist eine in der Volksrepublik China gelegene römisch-katholische Diözese mit Sitz in Hengyang.

## Geschichte
Das Bistum Hengyang wurde am 23. Juli 1930 durch Papst Pius XI. mit der Apostolischen Konstitution Ex hac aus Gebietsabtretungen des Apostolischen Vikariates Changsha als Apostolisches Vikariat Hengyang errichtet.
Das Apostolische Vikariat Hengyang wurde am 11. April 1946 durch Papst Pius XII. mit der Apostolischen Konstitution Quotidie Nos zum Bistum erhoben und dem Erzbistum Changsha als Suffraganbistum unterstellt.

## Ordinarien

### Apostolische Vikare von Hengyang
- Raffaele Angelo Palazzi OFM, 1930–1946

### Bischöfe von Hengyang
- Raffaele Angelo Palazzi OFM, 1946–1951
- Joseph Wan Tsu-Chang OFM, 1952–1961
- Sedisvakanz, seit 1961